# 92式地雷原処理車

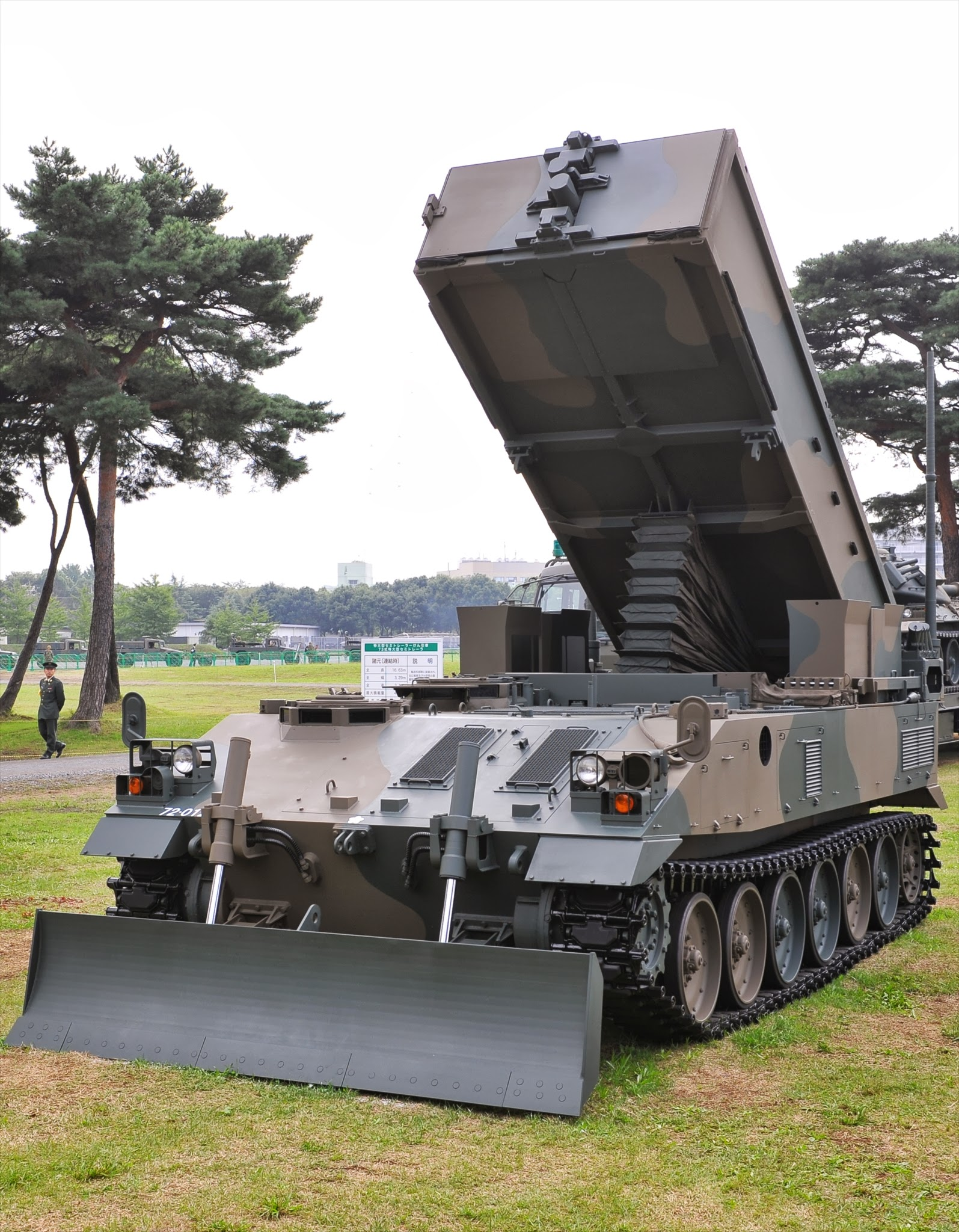
92式地雷原処理車
（発射装置を展開した状態）

92式地雷原処理車（きゅうにいしきじらいげんしょりしゃ）は、広範囲に地雷が敷設された地雷原を啓開することを目的としている陸上自衛隊の車両。1988年から開発が始まり、1992年に制式採用され、主に施設科・戦車連隊本部管理中隊に配備されている。略称はMBRS、愛称は「マインスィーパー」。

## 概要

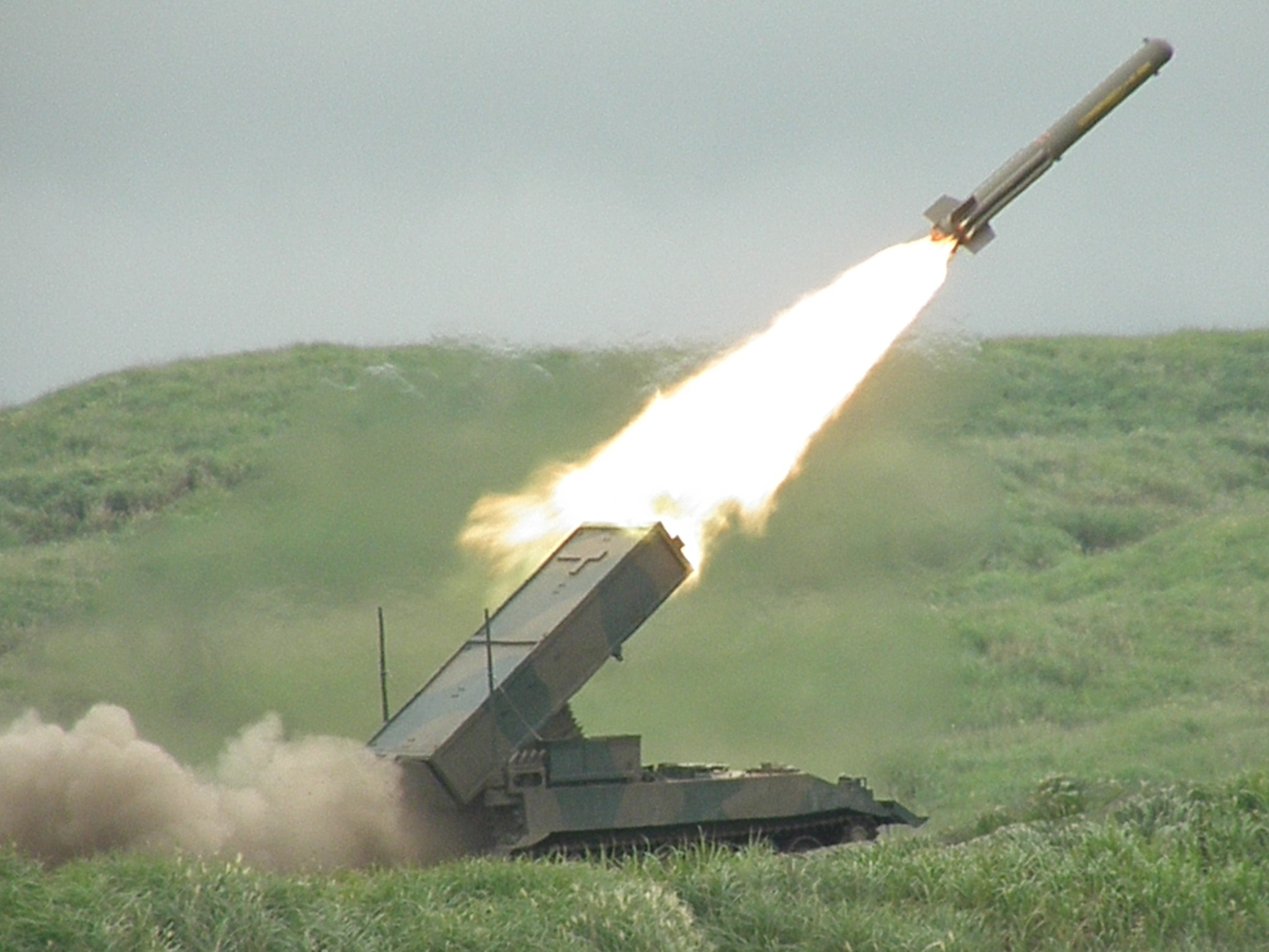
処理車から発射される地雷原処理用ロケット

73式けん引車を改良した車体の上に2連装の92式地雷原処理用ロケット弾の箱型発射装置が装備されている。地雷原処理用ロケット弾内には、ワイヤーで数珠繋ぎにされた26個の爆薬（導爆索）が収納されている。
地雷原を処理する際には、まず発射装置に仰角をかけ、ロケット弾を発射し、空中で末端部のパラシュートが開き、ロケット弾本体の中から数珠繋ぎ状になった爆薬がパラシュートに引き出される。爆薬は縦一列に地雷原上に落下し、26個が同時に起爆して付近に埋設された地雷を爆破処理する。この作業により、地雷原内に車両が通行可能な通路を確保する事ができる。
ロケット弾で紐状の爆発物を引き伸ばし、地雷原を爆破する処理機材は従来から存在するが、専用車両として開発されたのは92式が初となる。車両による地雷原処理には、戦車などの前方に取り付けたローラー型機材で地雷を踏み潰して起爆させたり、ローラーから磁気を発して地雷を反応させる方式が第二次世界大戦中から確立されており、陸上自衛隊では92式地雷原処理ローラが存在するが、ローラー型処理機材は装備した車両の戦闘力を低下させる欠点があった。92式地雷原処理車は、地雷処理専用の車両を導入することで戦闘車両に地雷処理の負担をかけず、ローラー型よりもさらに広範囲にわたって迅速に通路を確保することができる。
技術研究本部における部内研究は1982年には開始されており、1988年より試作が行われている。92式地雷原処理ローラとの同時開発でもあった。

## 諸元・性能
- 乗員：2名
- 全備重量：25t
- 主要寸法：7.63×3.00×2.77m
- 最高速度：50km/h
- エンジン：空冷ディーゼル
- 92式地雷原処理用ロケット弾×2
- レーザー検知器/4連装発煙弾発射機[1]
- 製造：日産自動車宇宙航空事業部（現在（株）IHIエアロスペース）

92式地雷原処理用ロケット弾
- 長さ：4.7m
- 外形：0.4m
- 重量：1.0t
- ロケットモーター4基[1]

## ギャラリー

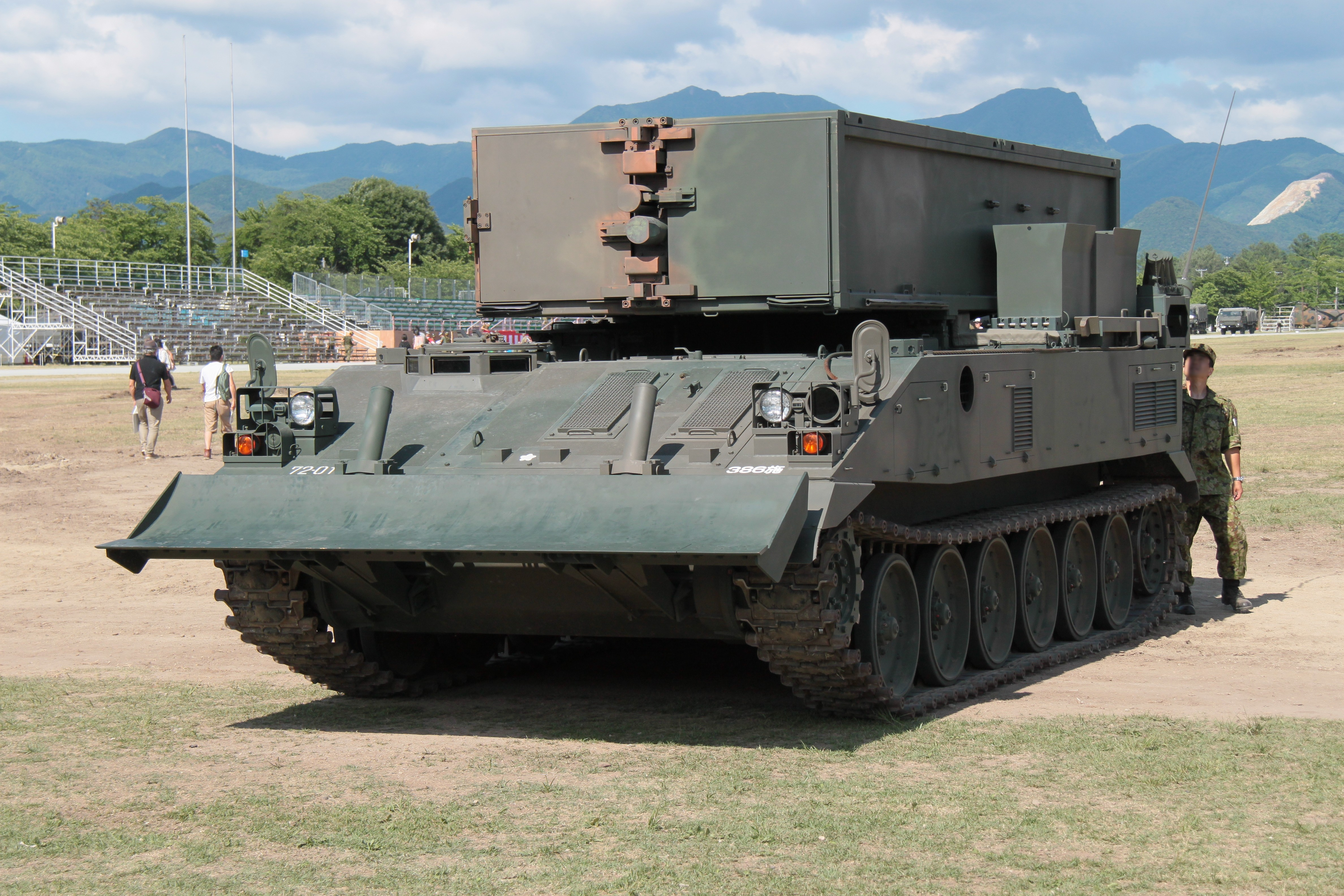
発射装置を収納した状態
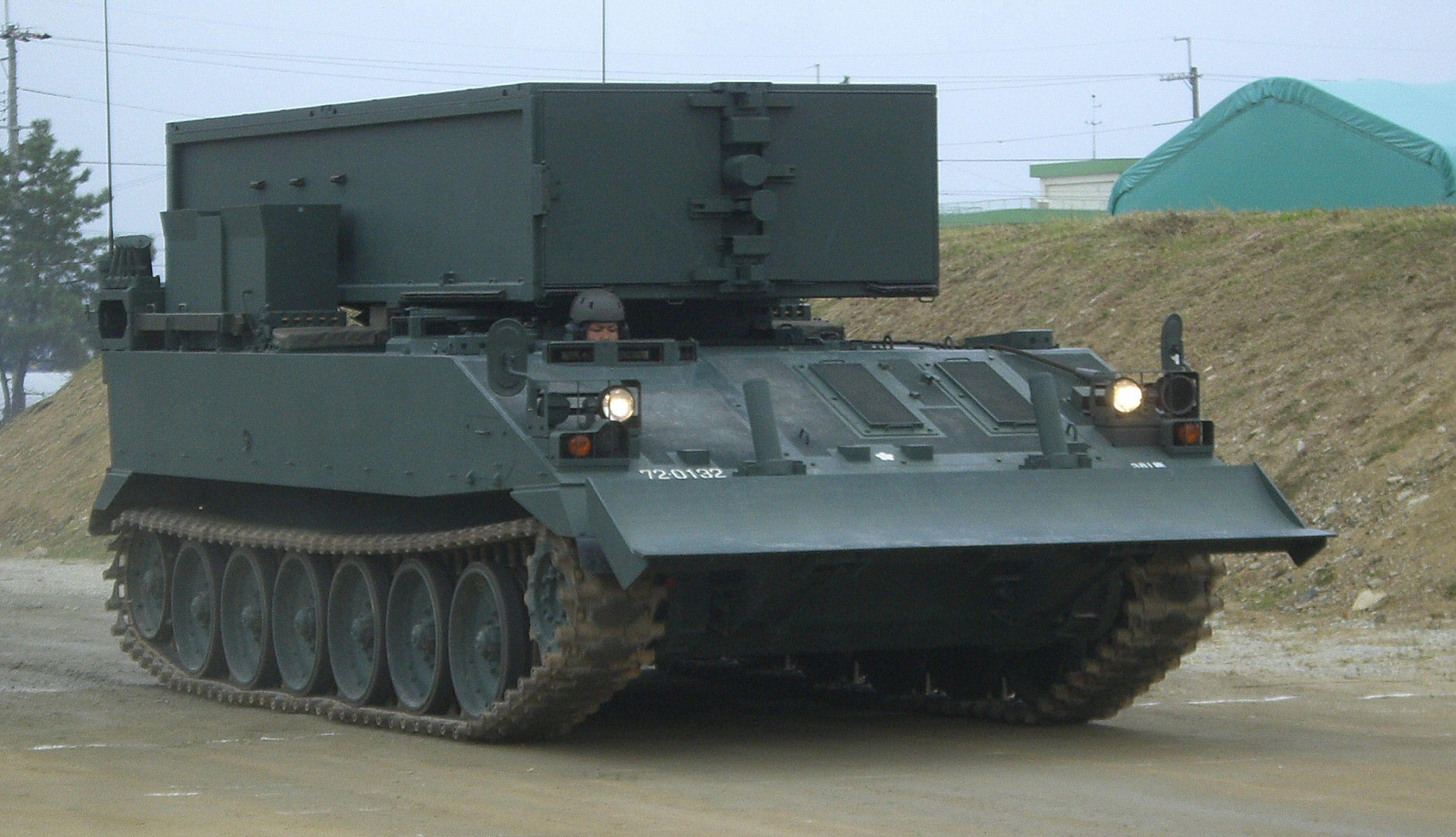
走行中
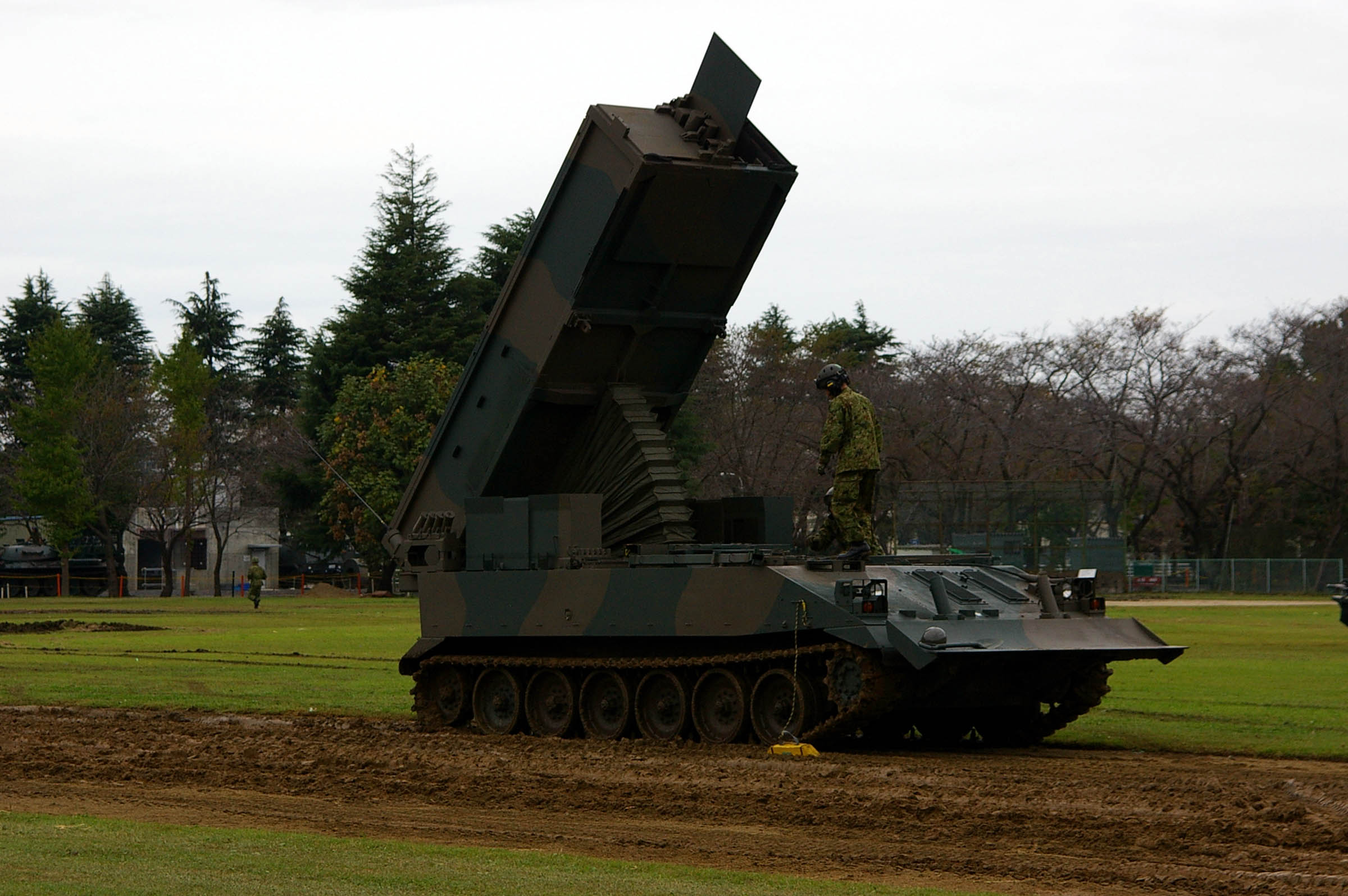
ロケット弾発射準備状態
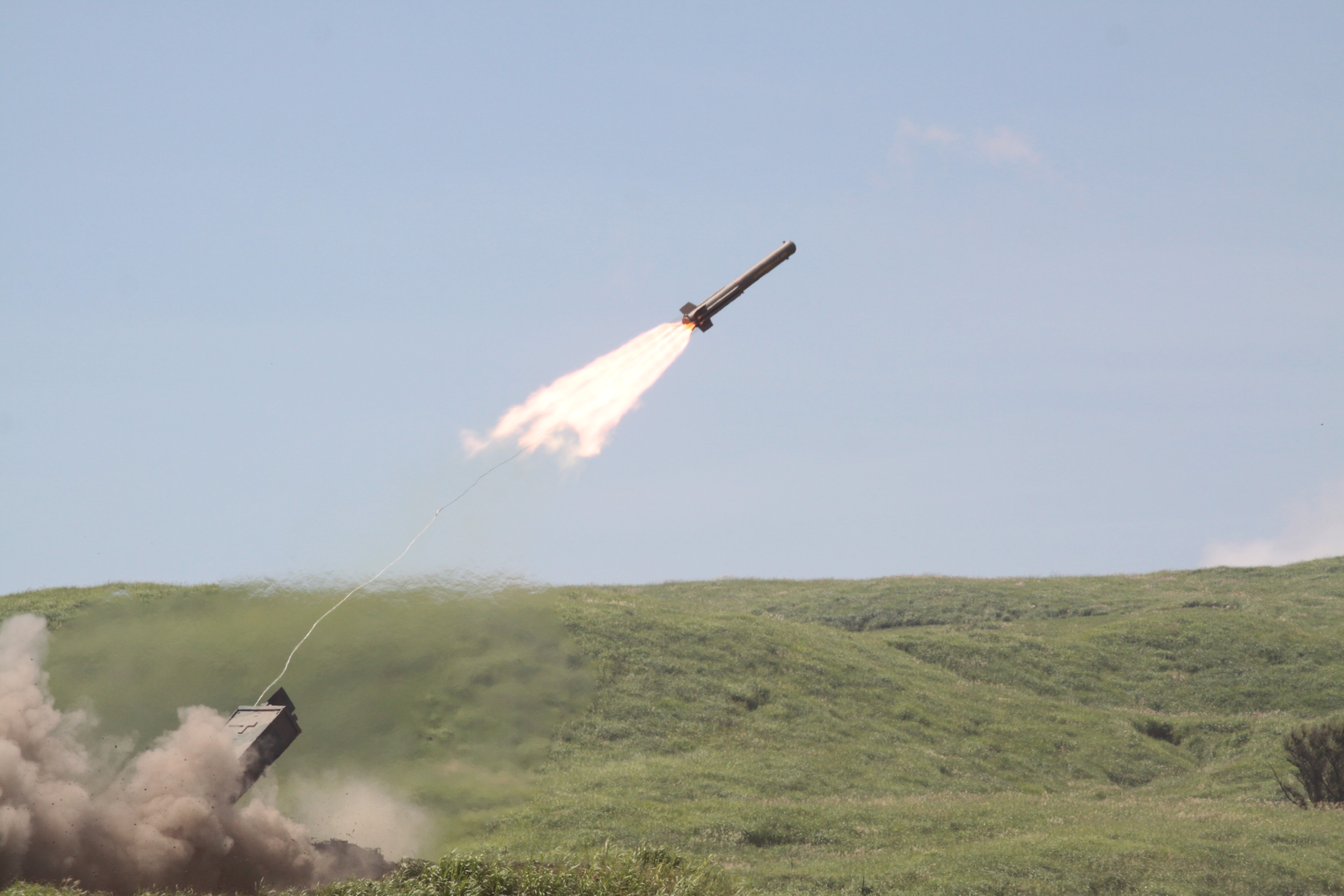
ロケット弾発射
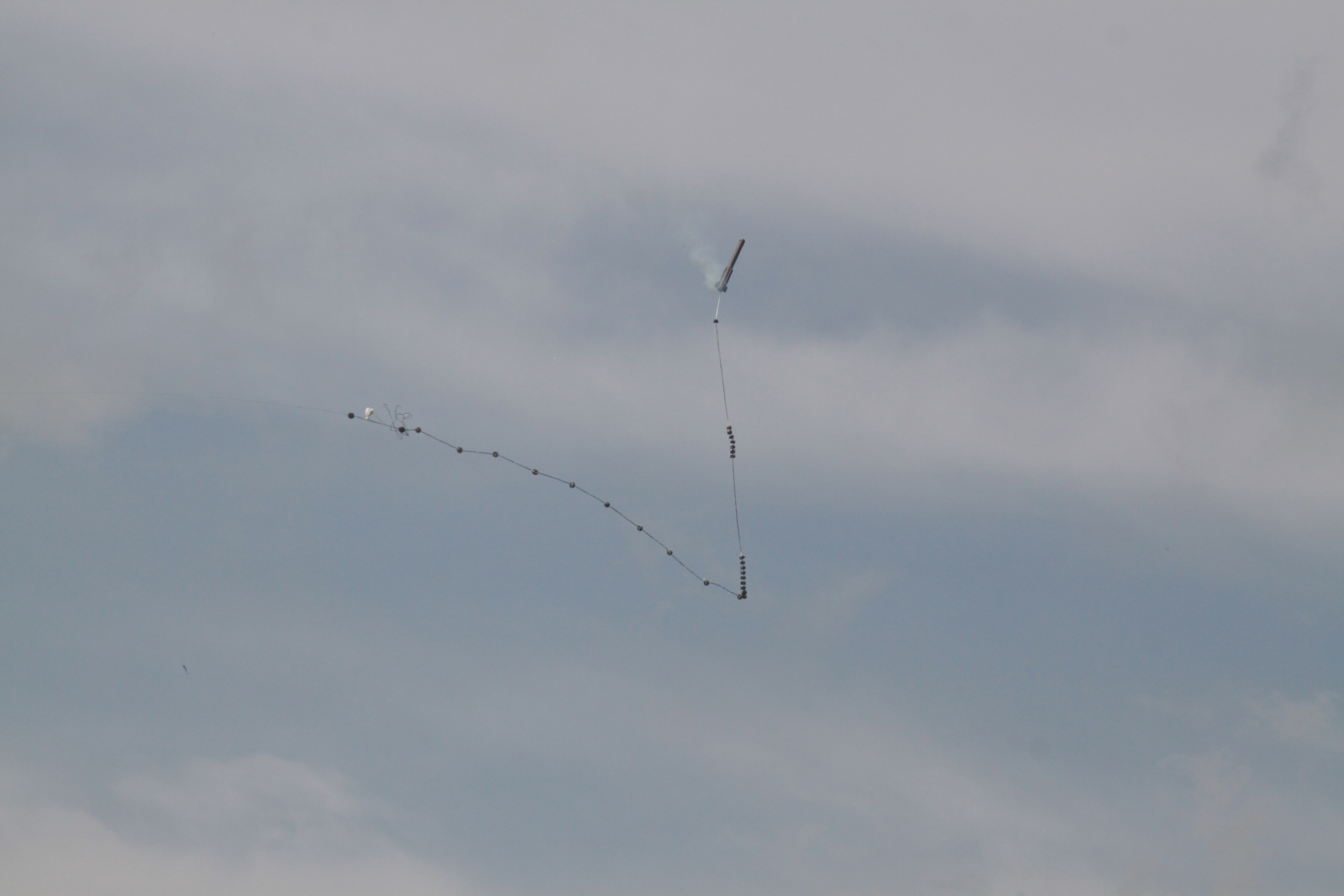
ロケットに曳航された地雷処理用爆薬